# Serpil İskenderoğlu
Serpil İskenderoğlu (født 15. juli 1982 i Istanbul, Tyrkiet) er en kvindelig tyrkisk håndboldspiller som spiller for tyrkiske Kastamonu Belediyesi GSK og Tyrkiets kvindehåndboldlandshold.